# 李香生
李香生（1950年10月11日—2023年6月1日）為台灣男性配音員。

## 人物介紹
- 中國海事專科學校（現今台北海洋科技大學）畢業，畢業後出海跑船九年，後來認為船員長期與妻小家人分開感到痛苦而辭職，在朋友介紹下因緣際會踏入配音界。
- 擔任華視配音訓練班的指導老師，不時為配音界注入新血。
- 2023年6月2日，專門分享台灣配音員界消息及活動的臉書粉絲專頁「對！我們是大嬸」發文證實他本人已在2023年6月1日過世，享壽72歲。[4]

## 配音作品
- 主要角色名稱以粗體顯示。
- 以下皆為國語配音。

### 台灣動畫
| 播映年份 | 作品名稱   | 配演角色 | 首播平台   | 備註             |
| -------- | ---------- | -------- | ---------- | ---------------- |
| 2010     | 魔蹤傳奇   | 寇布     | 公視       |                  |
| 2015     | 九藏喵王國 | 聖誕老人 | 台視綜合台 | 同時擔任配音導演 |

### 台灣遊戲
| 年份 | 遊戲名稱            | 配演角色 | 備註  |
| ---- | ------------------- | -------- | ----- |
| 2014 | 真古龍群俠傳 Online |          | [ 5 ] |
| 2016 | 中華英雄手遊        | 生奴     | [ 6 ] |

### 台灣戲劇
| 播映年份 | 作品名稱         | 配演角色                                 | 角色演員                           | 配音領班 | 首播平台 | 備註                                 |
| -------- | ---------------- | ---------------------------------------- | ---------------------------------- | -------- | -------- | ------------------------------------ |
| 1990     | 天龍八部         | 喬峰                                     | 惠天賜                             | 陳明陽   | 中視     |                                      |
| 1990     | 小俠龍旋風       | 萬里云 吳長老 東方未明 余騫              | 顧冠忠 鄭少峰 張季平 古錚          | 陳明陽   | 台視     |                                      |
| 1991     | 雪山飛狐         | 范衛士                                   | 付克禮                             | 徐健春   | 台視     | 只配前3集                            |
| 1992     | 一代皇后大玉兒   | 皇太極                                   | 劉青雲                             | 陳明陽   | 中視     |                                      |
| 1992     | 新白娘子傳奇     | 王道靈 張德安                            | 鹿峰 王翔                          | 陳明陽   | 台視     |                                      |
| 1992     | 刺馬             | 關雲寶 向榮（前期） 趙天行（前期）       | 張振寰 顧冠忠 林偉                 | 陳明陽   | 台視     |                                      |
| 1992     | 再世情緣         | 玉嵐                                     | 鐵孟秋                             | 陳明陽   | 中視     |                                      |
| 1993     | 秦俑             |                                          |                                    | 康殿宏   | 華視     |                                      |
| 1993     | 情定少林寺       | 藍剛                                     | 龍天翔                             | 陳明陽   | 台視     |                                      |
| 1993     | 包青天           | 展昭                                     | 何家勁                             | -        | 華視     |                                      |
| 1994     | 帝女花           | 羅克勤                                   | 乾德門                             | 陳明陽   | 中視     | 大陸版名叫《亂世不了情》             |
| 1994     | 孽海花           | 崔貴 魯彪                                | 乾德門 許立坤                      | 陳明陽   | 中視     | 大陸版名叫《新孽海花傳奇》           |
| 1994     | 狀元花           | 李沂                                     | 乾德門                             | 陳明陽   | 中視     | 大陸版名叫《笑看良緣》               |
| 1995     | 香帥傳奇         | 楚留香                                   | 鄭少秋                             | -        | 台視     |                                      |
| 1996     | 紅樓夢           | 賈珍 薛蟠                                | 范鴻軒 李又麟                      | 陳明陽   | 華視     |                                      |
| 1996     | 情劍山河         | 王彥昇 李從善 趙光美 徐鉉 趙普 柴榮 陳摶 | 黃膺勛 楊適豪 馬曉峰 王偉平 包福明 | 陳明陽   | 台視     |                                      |
| 1996     | 中原鏢局         | 雷大剛 計無窮 銀鵬                       | 汪強 聶秉賢 李志堅                 | 陳明陽   | 中視     | 34集以後開始，接替王希華。           |
| 1997     | 中原鏢局2        | 段長虹                                   | 狄威                               | 陳明陽   | 中視     | 又名《燕翎義薄雲天》                 |
| 1999     | 帝王之旅         | 朱樉 陳迪                                | 許文瑞 王志華                      | 王華怡   | 華視     |                                      |
| 1999     | 乞丐郎君千金女   | 蓋蘇文 皇上                              | 王伯昭 胡大剛                      | -        | 民視     | 台語版，大陸版名叫《王寶釧與薛平貴》 |
| 2000     | 西門無恨         | 胡鐵花                                   | 梁家仁                             | 袁光麟   | 中視     |                                      |
| 2000     | 天地傳說之魚美人 | 張繼先                                   | 梁家仁                             | 呂佩玉   | 台視     |                                      |
| 2001     | 天地傳說之寶蓮燈 |                                          |                                    | 呂佩玉   | 台視     |                                      |
| 2001     | 西螺七崁         | 蔡吉達                                   |                                    | 呂佩玉   | 華視     | 國語版，大陸版名叫《少林七崁》       |
| 2002     | 風雲             | 無名                                     | 孫興                               | 袁光麟   | 中視     |                                      |
| 2002     | 世間路           | 廖國輝 王光遠 賴先生                     | 張晨光 宋逸民 聶秉賢               | -        | 民視     | 國語版                               |
| 2004     | 楊門女將         | 王欽                                     | 梁家仁                             | 呂佩玉   | 台視     |                                      |
| 2004     | 意難忘           | 蔡進炮 楊建志/蔡志明 高茂雄 雷光 趙武雄  | 徐亨 李政穎 黃膺勳 林義芳 龍天翔   | -        | 民視     | 國語版                               |

### 台灣電影
| 播映年份 | 作品名稱 | 配演角色 | 角色演員 | 備註 |
| -------- | -------- | -------- | -------- | ---- |
| 1988     | 天才小兵 | 張排長   | 王傑     |      |

### 廣告
| 作品名稱                           | 作品連結                        | 備註 |
| ---------------------------------- | ------------------------------- | ---- |
| 統一陽光糙米漿：旁白               | 由此觀看 （页面存档备份，存于） |      |
| 「台塑生醫」龜鹿四珍養生液：黃飛鴻 | 由此觀看 （页面存档备份，存于） |      |

### 中國大陸戲劇
| 播映年份 | 作品名稱       | 配演角色                         | 角色演員                           | 配音領班 | 首播平台   | 備註                                         |
| -------- | -------------- | -------------------------------- | ---------------------------------- | -------- | ---------- | -------------------------------------------- |
| 2000     | 危險遊戲       | 姚振宇 魯耀祖 錢志豪 胡導演 法官 | 馮淬帆 劉瑞璋 王國京 薛國平 黃達亮 | 楊少文   | 東森綜合台 |                                              |
| 2000     | 小迷糊闖江湖   | 趙達海                           | 孫興                               | 袁光麟   | 台視       | 大陸版名叫《沈香》                           |
| 2000     | 桃色陷阱       | 魏真                             | 黎駿                               | 康殿宏   | 八大戲劇台 | 港劇，台灣國語配音版，香港片名為《美麗傳說》 |
| 2000     | 大人物         | 岳環山                           | 陳繼銘                             | 呂佩玉   | 三立都會台 | 台灣配音版，大陸版叫《絕命鴛鴦》             |
| 2000     | 縱橫情海       | 羅力                             |                                    | 官志宏   | 八大綜合台 | 港劇，台灣國語配音版，香港片名為《影城大亨》 |
| 2001     | 三少爺的劍     | 慕容正 獨孤笑 苗福生 竹葉青      | 薛文成 侯月秋 石小滿 景冰迦        | 袁光麟   | 中視       |                                              |
| 2001     | 偷龍轉鳳       | 周老闆                           |                                    | 呂佩玉   | 中視       |                                              |
| 2001     | 新楚留香       | 李尋歡 八王爺                    | 鄭伊健                             | 陳明陽   | 華視       | 國語版                                       |
| 2001     | 臥虎藏龍       | 孟思昭 玉瑞                      | 童安格 陳長海                      | 王華怡   | 中視       | 台灣配音版                                   |
| 2001     | 護國良相狄仁傑 | 陶甘                             | 黃海冰 牛青峰                      | 徐健春   | 衛視中文台 | 台灣配音版                                   |
| 2003     | 倩女幽魂       | 燕赤霞                           | 元華                               | 官志宏   | 華視       | 台灣配音版                                   |
| 2003     | 金劍雕翎       | 司馬風/沈木風 馬文飛 方橫 包得到 | 榮光 朱幼琪 俞凡 尤俊              | 康殿宏   |            |                                              |
| 2005     | 鏡花緣傳奇     | 馬文口/雷神 李哲                 | 楊凡 毛坤                          | 陳明陽   | 華娛衛視   | 國語版                                       |
| 2010     | 神話           | 秦始皇 易教授                    | 臧金生 徐敏                        |          | 中視       | 台灣配音版                                   |

### 香港電影
- 《非洲和尚》：大師（林正英飾）
- 《靈界風雲》：格弄（林正英飾）
- 《九月初九之重見天日》：一眉道長（林正英飾）、波密大師（狄威飾）※台譯：羞羞鬼
- 《妖怪都市》：林正（林正英飾）
- 《密宗威龍》：密月大師（林正英飾）
- 《音樂殭屍》：林師傅（林正英飾）※台譯：天外天之音樂精靈
- 《美國博仔》：紅猴（狄威飾）
- 《反斗馬騮》：李恩澤（陳勛奇飾）※台譯：黑衣部隊之手足情深
- 《九龍冰室》：九紋龍（鄭伊健飾）
- 《古惑仔之人在江湖》：陳浩南（鄭伊健飾）※台譯:英雄不敗
- 《古惑仔2之猛龍過江》：陳浩南（鄭伊健飾）※台譯：英雄赤女
- 《古惑仔3之隻手遮天》：陳浩南（鄭伊健飾），肥屍(梁焯滿飾)
- 《97古惑仔之戰無不勝》：陳浩南（鄭伊健飾）
- 《不道德的礼物》：林樂水（鄭伊健飾）※台譯:桃色禮物
- 《百分百感觉2》：Marco（鄭伊健飾）
- 《百分百英雄》：飛 機（鄭伊健飾）
- 《暗战2》：伊健（鄭伊健飾）
- 《廟街故事》：箭豬（羅莽飾)※台譯：天下浪子
- 《飛虎雄心2之傲氣比天高》：張鷹（Eagle）（張耀揚飾)
- 《古惑女之決戰江湖》：洛威拿（吳毅將飾)
- 《龍虎缽蘭街》：四 眼（雷宇揚飾)※台譯：光頭豔姬V.S少年大兄
- 《洪興仔之江湖大風暴》：志 偉（雷宇揚飾)※台譯:英雄不敗之江湖大風暴
- 《金榜題名》：神 燈（任達華飾)※台譯:英雄太保
- 《愛情Amoeba》：畢永堅（許志安飾)※台譯：我對你有感覺
- 《人細鬼大之3個handsup的少年》：世 英（陳小春飾)、Simon（潘志文飾)※台譯：百分百感覺之人小鬼大
- 《超級無敵追女仔》：馬超仁（陶大宇飾）
- 《超級學校霸王》：李老師（陳百祥飾）
- 《大冒險家》：雷 龍（秦沛飾）
- 《碧血藍天》：三島次郎（連凱飾）
- 《殺手之王》：殺手基金經理Martin（葉廣儉飾）、阿狗(程東飾)
- 《對不起多謝你》：李立昌（劉青雲飾)
- 《龍在江湖》：太子（鄭浩南飾)
- 《驚天動地》：羅偉信(Michael)（方中信飾)※台譯:驚動天地
- 《百变星君》：姜司教授（徐锦江飾）※台譯：百變金剛
- 《赌神2》：蕭方方（梁家輝飾）
- 《鹿鼎記》：多隆（陳百祥飾）
- 《鹿鼎記2神龍教》：多隆（陳百祥飾）
- 《鹿鼎大帝》：情報員（劉以達飾）、國師（李力持飾）
- 《整人專家》：光頭王、整人之霸(程東飾)
- 《唐伯虎點秋香》：祝枝山（陳百祥飾）、奪命書生
- 《運財智多星》：橫財神（陳百祥飾）
- 《桃姐》：草蜢（黃秋生飾）、校長（梁天飾）※台灣上映之國台語版
- 《香港奇案之強姦（赤裸羔羊２性追緝令）》：卓志成(Eric)(鄭浩南飾)
- 《紅燈區（赤裸羔羊3致命快感）》：畢華祺（任達華飾）
- 《八仙饭店之人肉叉烧包》：王志恆（黃秋生飾）
- 《九品芝麻官》：常威（鄒兆龍飾）
- 《射鵰英雄傳之東成西就》：南帝段智興（梁家輝飾）
- 《鼠膽龍威》：醫生（王霄飾）
- 《金枝玉葉2》：音樂頒獎主持人（黃偉文飾）
- 《阴阳路》：杜先生（陳錦鴻飾）
- 《阴阳路之我在你左右》：柴少（雷宇揚飾）
- 《阴阳路之升棺發財》：口水昌（雷宇揚飾）
- 《怪谈协会》：怪談協會會長（黎應就飾）、肥波士（谷德昭飾）、神 父（徐錦江飾）
- 《情慾世界》：小麥（麥德羅飾）
- 《福星威龍》：李 傑（鄭浩南飾）、 灰狼（盧惠光飾）
- 《辣手梟雄》：阮紹強（盧惠光飾）
- 《四海遊俠》：李  龍（盧惠光飾）
- 《慾海花》：杜  慶（谷  峰飾）、警官（盧惠光飾）
- 《赌侠》：海  珊（單立文飾）
- 《終極獵殺》：抽 筋（單立文飾）※台譯：桃色追緝令
- 《車神》：Tommy（任達華飾）
- 《虐妻》：黃偉森（黃秋生飾）
- 《重案實錄O記》：何建東（黃秋生飾）
- 《省港一號通緝犯》：洪幫辦（黃秋生飾）
- 《邊緣青年》：Lion King（吳鎮宇飾）
- 《娛樂之王》：砲 哥（吳鎮宇飾）
- 《黑道風雲之收數王》：渣煲查（吳鎮宇飾）
- 《中南海保鏢》：王建軍（鄒兆龍飾）
- 《黑俠》：石 頭（劉青雲飾）
- 《高度戒備》：包偉雄（劉青雲飾）
- 《暗花之殺人條件》：耀 東（劉青雲飾）
- 《火燒島》：黃 偉（梁家輝飾）、淼 生（張國柱飾）
- 《新邊綠人》：奶皇輝（梁家輝飾）※台譯:麻辣輝
- 《十大槍擊要犯之殺生狀元》：陳新發（高捷飾）
- 《異域》：史將軍（林偉生飾）
- 《向異域挑戰》：宗 偉（魯振順飾）
- 《賭命夕陽》：江政勇（魯振順飾）
- 《黑幫戰將》：霍老大（林威飾）、新 田（秦豪飾）
- 《五虎將之決裂》：威哥（陳觀泰飾）
- 《公元2000》：Kelvin（連凱飾）、Thomas（葉廣儉飾）
- 《紫雨風暴》：桑蘭迪(食客)（甘國亮飾）
- 《天羅地網》：希于庭（鄭少秋飾）
- 《殺入地獄》：趙鐵板（林威飾）

### 日本動畫
| 播映年份 | 作品名稱           | 配演角色 | 首播平台                    | 備註                  |
| -------- | ------------------ | --- | --------------------------- | --------------------- |
| 年份不明 | 忍者亂太郎         | 山田傳藏 稗田八方斋 | 衛視中文台                  |                       |
| 1988     | 機動戰士Z鋼彈      | 布萊特·諾亞 | 華視                        |                       |
| 1989     | 機動戰士鋼彈ZZ     | 布萊特·諾亞 | 華視                        |                       |
| 1993     | 橫山光輝 三國志    | 趙雲 徐庶 孫堅 張遼 董卓                                                                                                   | 台視                        |                       |
| 1996     | 魔動王             | 亞古拉曼／拉瑪斯 聖經博士                                                                                                  | 中視                        | [ 7 ]                 |
| 1996     | 秀逗魔導士         | 易路吉亞 赤法師雷藏 | 中視                        |                       |
| 1998     | B'T X鋼鐵神兵      | X | 中都卡通台                  | [ 8 ]                 |
| 1998     | NG騎士檸檬汽水&40  | 蘋果酒 阿拉拉·可拉拉·優酪乳三世                                                                                            | 中都卡通台                  | 領班                  |
| 1998     | 秀逗魔導士NEXT     | 高里·加布列夫 魔龍王加布 山格斯                                                                                            | 中都卡通台                  |                       |
| 1998     | 金田一少年之事件簿 | 高遠遙一 | 民視                        | [ 9 ]                 |
| 1998     | 流星花園           | 道明寺司 | 台視                        | [ 10 ]                |
| 1999     | 小天使             | 爺爺 史聖明先生 老師 | 中都卡通台                  | [ 11 ]                |
| 2002     | 通靈王             | 木刀之龍 沙問 席巴 | 中視                        |                       |
| 2004     | 莎拉公主           | 萊福·克魯 | AXN                         | [ 8 ]                 |
| 2004     | 新怪博士與機器娃娃 | 則卷千兵衛 笑彈大王 摘突詰                                                                                                 | 東森幼幼台                  |                       |
| 2006     | BLEACH 死神        | 浦原喜助 藍染惣右介 黑崎一心 山本元柳齋重國 更木劍八 伊江村八十千和 射場鐵左衛門 小椿仙太郎 柯雅泰·史塔克 佐馬利·魯路 旁白 | 八大綜合台、中視`衛視西片台 | ep.1-229 由曹冀魯接任 |
| 2007     | 忍者亂太郎         | 山田傳藏 大川平次渦正 稗田八方斋                                                                                           | 華視                        | [ 12 ]                |
| 2007     | 忍者亂太郎         | 山田傳藏 大川平次渦正 稗田八方斋                                                                                           | 卡通頻道                    |                       |
| 2008     | 涼宮春日的憂鬱     | 多丸圭一 新川 | Animax                      |                       |
| 2008     | 飛天小女警Z        | 布拉 | 卡通頻道                    |                       |
| 2009     | 天元突破 紅蓮螺巖  | 李龍 賈克村長 維拉爾 羅傑儂 索西 金不禮 旁白                                                                               | Animax                      |                       |
| 2011     | 小雙俠             | 伯亞基 雙俠便利鵝 旁白 | 卡通頻道                    |                       |
| 2011     | 魔幻石之戰         | 傑洛 湯姆 魔影大帝 | 卡通頻道                    |                       |
| 2013     | 刀劍神域           | 茅場晶彥 | 東森電影台                  |                       |
| 2019     | 鬼滅之刃           | 鱗瀧左近次 | 東森電影台                  |                       |
| 2021     | 忍者亂太郎         | 山田傳藏 大川平次渦正 稗田八方斋 斜堂影磨 土井老師的房東                                                                   | 中華電信MOD                 | 第24季起              |

- 《灌篮高手》：三井寿※博英社VHS版
- 《小叮噹》：剛田武（技安）※錄影帶版本
- 《.hack//Roots（駭客//根源）》：菲羅、直毘、清作
- 《凡爾賽玫瑰》：培納爾、嘉里將軍（後期）※三立都會台版本
- 《大運動會》：校長、神奇先生
- 《女神候補生》：東封方
- 《天才寶貝》：榎木春美
- 《光劍星傳EX》：波曼醫生
- 《妖精狩獵者》：龍造寺淳平
- 《勇者警察》：德卡特
- 《炸彈超人》：灰色炸彈、金色炸彈
- 《宇宙小超人》：巴爾※DVD版本
- 《神行太保》：一條誠
- 《天才小魚郎》：武藏的父親
- 《偵探學園Q》：七海光太郎、團守彥※台視版本
- 《最遊記》：沙悟淨
- 《萬花筒之星》：福爾
- 《辣妹高手》：野阪昭
- 《龍王傳說》：白龍、J1
- 《雙面騎士》：特拉戈利、布洛理
- 《爆熱時空》：紫苑屬
- 《少年陰陽師》：青龍、白虎、安倍吉昌、天空、榎岦齋、窮奇
- 《妖怪人間》：貝姆
- 《靈異獵人》：校長
- 《甲蟲王者》：坡坡父、巴薩、布
- 《御行者》：新·皮亞斯、巴洛克·伍爾克德、達克·卡赫爾、傑克
- 《創聖機械天使》：不動源、約翰·尼斯

### 歐美動畫
| 播映年份 | 作品名稱                         | 配演角色                                      | 首播平台                                | 備註     |
| -------- | -------------------------------- | --------------------------------------------- | --------------------------------------- | -------- |
| 年份不明 | Q版大英雄                        | 毀滅博士                                      |                                         |          |
| 年份不明 | 新太空超人                       | 大力士（鄧肯）                                |                                         |          |
| 年份不明 | 豆豆先生                         | 豆豆                                          | 迪士尼頻道                              |          |
| 年份不明 | 麻辣女孩                         | 怪博士杜肯                                    | 迪士尼頻道                              |          |
| 年份不明 | Ben 10                           | 董悟博士                                      | 卡通頻道                                |          |
| 年份不明 | 少年悍將                         | 史萊德 熱血兄弟 魔腦 曼波大師                 | 卡通頻道                                |          |
| 年份不明 | 小孩大聯盟                       | 惡爺爺                                        | 卡通頻道                                |          |
| 年份不明 | 膽小狗英雄                       | 小貓                                          | 卡通頻道                                |          |
| 1991     | 救難小福星                       | 尼爾教授（ep.63）                             | 華視 Disney+                            |          |
| 1997     | 音速小子                         | 安东尼·库列特 史迪利（後期）                  | 迪士尼頻道                              |          |
| 1998     | 音速小子歷險記                   | 史克奇                                        | 迪士尼頻道                              |          |
| 1999     | 南方四賤客                       | 耶穌 葛屁老師 食神粥 七七八八 阿痔 死肥愛呼好 | 衛視西片台                              |          |
| 1999     | 音速小子顯神通（又譯音速三兄妹） | 巴樂比（前期） 納克 賽拉斯                    | 迪士尼頻道                              |          |
| 2008     | 海綿寶寶                         | 蟹老闆 蝦霸 魔魟 海綿寶寶之父 大洋遊俠        | 東森幼幼台`東森綜合台`超視`尼克兒童頻道 | ep.1-139 |
| 2014     | 蓋酷家庭                         | 陸伊龍                                        | FOX                                     |          |

### 特攝片
- 《電腦警察》：李建明／綠戰警（北條明／火星）、田隊長（織田久義）、羅振強／大頭目、怪腦博士
- 《假面騎士空我》：一條薫
- 《魔法戰隊魔法連者VS刑事連者》：光、高奇.古魯加、龐波

### 韓劇
- 《商道》：吉天九
- 《朱蒙》：延陀勃、武骨
- 《醫道》：柳義泰、李政明、宣祖
- 《海神》：崔武長、李道行
- 《明成皇后》：大院偉大人、袁世凱、伊藤博文
- 《李祘》：英祖
- 《拜託小姐》：江滿浩、江哲久
- 《歡樂滿屋》：李順才
- 《愛在哈佛》：男主角&女主角的爸爸
- 《只想為你》：金文皓理事
- 《媽媽發怒了》：羅忠福、金振奎

### 英劇
- 《豆豆先生》：豆豆
- 《史前公園》：奈吉爾·馬文

### 日本動畫電影
- 《三國誌-英雄的黎明》：呂布、公孫瓚、糜竺
- 《崖上的波妞》：藤本
- 《大雄與翼之勇者》：滋古連度
- 《蠟筆小新：動感超人VS高衩魔王》：北春日部博士
- 《蠟筆小新：不理不理王國的秘寶》：妮娜
- 《蠟筆小新：風起雲湧的叢林冒險》：樂園大王
- 《蠟筆小新：我的超時空新娘》：金有增藏
- 《地海戰記》：狡兔
- 《借物少女艾莉緹》：波特
- 《死神劇場版：無人的記憶》：浦原喜助

### 歐美動畫電影
- 《小飛象》：烏鴉吉姆
- 《落跑雞》：弗勒
- 《小姐與流氓2：狗兒逃家記》：吉姆·迪爾
- 《鯊魚黑幫》：河豚史凱子
- 《芭比公主三劍客》：亞歷山大
- 《原子小金剛》；史東總統
- 《食破天驚》：厄爾警官
- 《食破天驚2》：厄爾警官、大寶
- 《鬼馬小精靈》系列：馬臉
- 《打獵季節2》：妙酷鼠
- 《打獵季節3》：妙酷鼠
- 《打獵季節4》：妙酷鼠
- 《尖叫旅社2》：弗拉德

### 海外電影
- 《哈利波特》系列：佛地魔
- 《賭博默示錄》：兵藤和尊、石田光司、隊長
- 《嫌豬手事件簿》：荒川正義
- 《L：最終的23日》：駿河秀明
- 《凸搥特派員》：強尼·英格力

### 海外遊戲
- 《真·三國無雙2》：甘寧、夏侯淵
- 《星海爭霸II：自由之翼》：神族執行官(副官)、酒吧酒保、渡鴉、古柏、那魯博士
- 《暗黑破壞神III》：守衛沙斯
- 《劍靈（Blade & Soul）》：安瞎子、辰雄、土地神的真身、朴學善、步限量、汪道赫、方泰燮
- 《鬥陣特攻》：馬克西米連
- 《薑餅人王國》：黑巧克力餅乾